# HMS Caledon (D53)
Pour les autres navires du même nom, voir HMS Caledon.
Le HMS Caledon (D61) est un croiseur léger de classe C construit pour la Royal Navy pendant la Première Guerre mondiale. C’était le navire de tête de la sous-classe Caledon de la classe C. Il a survécu aux deux guerres mondiales pour être démoli en 1948.

## Conception
La sous-classe Caledon était une version légèrement agrandie et améliorée de la sous-classe Centaur précédente, avec un armement plus puissant. Les navires avaient une longueur hors tout de 137,3 m, avec un maître-bau de 12,9 m et un tirant d'eau maximal de 5,7 m. Leur déplacement était de 4306 tonnes à la normale et de 4990 tonnes à charge maximale. Le HMS Caledon est propulsé par deux turbines à vapeur Parsons, chacune entraînant un arbre d'hélice, qui produisaient un total de 40 000 chevaux-vapeur (30 000 kW). Les turbines utilisaient de la vapeur produite par six chaudières Yarrow, ce qui lui donnait une vitesse d’environ 29 nœuds (54 km/h). Il transportait 950 tonnes de mazout. Le navire avait un équipage d’environ 400 officiers et autres grades. Ce chiffre est passé à 437 lorsqu’il était un navire amiral.
L’armement principal des navires de sous-classe Caledon se composait de cinq  canons Mk XII de 6 pouces (152 mm) qui étaient montés dans l’axe. Un canon était en avant du pont, deux étaient à l’avant et à l’arrière des deux cheminées, et les deux derniers étaient à l’arrière, avec un canon surplombant le canon arrière. Les deux canons antiaériens de 3 pouces QF 20 cwt (76 mm) étaient placés côte à côte de la cheminée avant. L’armement en tubes lance-torpilles du Caledon était quatre fois plus puissant que celui du HMS Centaur, avec huit tubes de 21 pouces (533 mm) en quatre affûts jumelés, deux sur chaque flanc.
Le HMS Caledon a été converti à la fin de 1943 en un croiseur antiaérien, en remplaçant l’ensemble de l’ancien armement par trois canons Mk XVI QF de 4 pouces (102 mm) jumelés et deux Bofors 40 mm Mk IV « Hazemeyer » en affûts jumelés. En 1944, ils ont été complétés par six Bofors 40 mm Mk III et un Oerlikon 20 millimètres Mk III en affûts simples. Le tonnage du navire est passé à 5 320 tonnes à pleine charge, dont 200 tonnes de lest de plomb.

## Historique

### Première Guerre mondiale
Le HMS Caledon fut construit par Cammell Laird. Sa quille fut posée le 17 mars 1916, il est lancé le 25 novembre 1916 et mis en service dans la Royal Navy le 6 mars 1917. Le HMS Caledon, commandé par le commodore Walter Cowan, a vu l’action dans la seconde bataille de Heligoland, où le navire était le leader de la Première escadre de croiseurs légers. Pendant la bataille, des croiseurs légers britanniques, dont le HMS Caledon, appuyés par la 1re escadre de croiseurs de bataille, tentèrent d’isoler et de détruire une force de dragueurs de mines allemands escortés par des croiseurs légers. L’engagement s’est transformé en une chasse avec les navires allemands se retirant derrière des écrans de fumée. La poursuite a éclaté lorsque les croiseurs britanniques ont été sous le feu des cuirassés allemands Kaiser et Kaiserin, qui étaient déployés comme une force de couverture lointaine pour l’opération allemande de dragage des mines. Le HMS Caledon a été touché par un seul obus de 305 millimètres de l’un des cuirassés allemands, qui n’a pas explosé et n’a pas fait de dégâts,. Durant la bataille, cinq hommes de l’équipage du HMS Caledon furent tués. Un de ces hommes, John Henry Carless, a reçu à titre posthume une croix de Victoria pour être resté à son arme après avoir reçu une blessure mortelle,. Le HMS Caledon a survécu à la Première Guerre mondiale.

### Entre-deux-guerres
Le HMS Caledon prit part à l’intervention navale britannique en mer Baltique en 1919, servant de navire amiral au contre-amiral Cowan pour une force de deux croiseurs (les HMS Caledon et Royalist) et cinq destroyers qui appareillèrent pour la Baltique en janvier 1919. Le HMS Caledon bombarda les forces soviétiques à Ventspils en février, aidant ainsi les Lettons à reprendre la ville, avant de retourner au Royaume-Uni plus tard ce mois-là, les forces navales britanniques dans la Baltique étant relevées toutes les six semaines. Le HMS Caledon retourne dans la Baltique, de nouveau comme navire amiral de Cowan, en avril 1919, mais il est relevé par le Curacoa en mai. Le HMS Caledon revient encore dans la Baltique en juillet.

### Seconde Guerre mondiale
Le navire a passé la première partie de la Seconde Guerre mondiale avec la Home Fleet, où il a escorté des convois et a été impliqué dans la poursuite des cuirassés allemands Scharnhorst et Gneisenau après le naufrage du HMS Rawalpindi. Il a été réaffecté à la Eastern Fleet entre août 1940 et septembre 1942. Le HMS Caledon rejoint alors la Home Fleet. À son arrivée au Royaume-Uni, il subit sa conversion en croiseur antiaérien au chantier naval de Chatham Dockyard entre le 14 septembre 1942 et le 7 décembre 1943, avec remplacement de l’ensemble de l’armement par des armes antiaériennes modernes. Obsolète à la fin de la guerre, il est désarmé en avril 1945, puis vendu à la ferraille le 22 janvier 1948. Le HMS Caledon arriva le 14 février 1948 aux chantiers de Dovers Industries, à Douvres, pour être démantelé.